# New Zealand Association of Rationalists and Humanists
La New Zealand Association of Rationalists and Humanists (ou NZARH) est une organisation créée en 1927 en Nouvelle-Zélande pour la promotion du rationalisme et de l'humanisme laïque.
Ses principaux objectifs sont:
- De préconiser une approche rationnelle, humaine et laïque de la vie, sans référence aux entités surnaturelles et compatible avec la méthode scientifique,
- De promouvoir la tolérance, la responsabilité et une société ouverte,
- D'encourager l'esprit de curiosité et de remise en question, notamment sur des problématiques relatives à la co-existence et au bien-être chez l'Homme.

NZARH est un membre d'Humanists International.

## Prix
En 2000, le NZARH a reçu un prix Bravo des NZ Skeptics pour « le défi lancé par la visite à l'Australienne Ellen Greve, alias Jasmuheen (en), qui prétend survivre par la seule respiration de l'air et sans manger ».